# European Journal of Medicinal Chemistry
European Journal of Medicinal Chemistry je mesečni recenzirani naučni časopis koji pokriva oblast medicinske hemije i koji objavljuje Elsevier. Časopis je osnovan 1966. kao Chimica Therapeutica (CODEN: CHTPBA) i prešao je na sadašnji naziv 1974. Od 1974 do 1981 podnaslov časopisa je bio Chimica Therapeutica, dok je od 1982. do 1986. korišten podnaslov Chimie Therapeutique, što ukazuje na francusko poreklo časopisa.
Časopis pokriva istraživanja svih aspekata medicinske hemije i objavljuje originalne članke, laboratorijske beleške, kratke ili preliminarne komunikacije, i preglede.

## Spoljašnje veze
- Zvanični veb-sajt